# Arthur Kurt Andrae
Arthur Kurt Andrae (ur. 21 stycznia 1900 w Voigtsdorf, data śmierci nieznana) – zbrodniarz nazistowski, członek personelu niemieckich obozów koncentracyjnych Sachsenburg, Buchenwald, Lichtenburg, Flossenbürg i Mittelbau-Dora oraz SS-Hauptscharführer.
Urodził się w Voigtsdorf w Saksonii. Służbę obozową rozpoczął w czerwcu 1933 w Sachsenburgu. W latach 1937–1938 przebywał w Buchenwaldzie, skąd przeniesiony został do Lichtenburga (1939). Następnie pełnił również służbę we Flossenbürgu. Członek załogi Mittelbau-Dora (Nordhausen) od października 1943 do kwietnia 1945, gdzie kierował cenzurą pocztową. Andrae był odpowiedzialny za plądrowanie przez esesmanów paczek przesyłanych więźniom przez rodziny lub Czerwony Krzyż. Jedynie ok. 25% zawartości przesyłek, i to towarów najgorszej jakości, trafiało do więźniów. Resztę (zwłaszcza odzież, leki i pożywienie) zabierali esesmani i kapo. Andrae składał karne raporty lub bił więźniów, którzy protestowali przeciw tym praktykom, pogarszającym i tak już fatalne warunki bytowania w obozie. 
Andrae został osądzony po zakończeniu wojny przez amerykański Trybunał Wojskowy w Dachau w procesie załogi Mittelbau-Dora (US vs. Kurt Andrae i inni) w dniach 7 sierpnia – 30 grudnia 1947. Za swoje zbrodnie skazany został na karę 20 lat pozbawienia wolności.